# Metro 2035
Metro 2035 (in russo: Метро 2035) è un romanzo di fantascienza post apocalittica dello scrittore russo Dmitry Glukhovsky pubblicato nel 2015. È il seguito diretto di Metro 2033, ma cronologicamente successivo agli eventi di Metro 2034 e ispirato parzialmente al videogioco Metro: Last Light.